# Dictyochaceae
Ne doit pas être confondu avec Dictyotaceae.
Famille
Les Dictyochaceae sont une famille d'algues marines unicellulaires du phytoplancton, seule famille vivante actuelle de l'ordre des Dictyochales. Ces algues sont remarquables par leur squelette fait de dioxyde de silicium (semblable à l'opale amorphe des  phytolites), qui se produit au moins à une étape de leur vie. 
Les spicules siliceuses de ces organismes se conservent très bien dans les sédiments, en particulier ceux de la période géologique dite du « Néogène », formant des fossiles qui entrent dans la constitution des roches. Ce groupe, appelé Silicoflagées par les paléontologues (anciennement aussi classé dans l'ordre des Silicoflagellata ou Silicoflagellida), est pauvre en espèces vivantes, mais nombre d'espèces fossiles ont été décrites, sur la base des formes très variées de leur squelette. 
Les Dictyochaceae sont réparties dans le monde entier, elles peuvent parfois atteindre des densités élevées dans les mers, notamment sous les latitudes septentrionales, et provoquer des efflorescences algales.

## Étymologie
Le nom vient du genre type Dictyocha formé du préfixe dicty-, « filet ; réseau », et du suffixe -ocha, « qui a ; qui supporte », littéralement « doté d'un réseau », en référence à la structure « en réseau » du squelette de cet organisme unicellulaire.

## Systématique
La taxonomie des Dictyochaceae est quelque peu confuse, car de nombreuses espèces ont été placées dans de nouveaux genres ou des noms génériques traditionnellement utilisés ont été remplacés par d'autres. Il semble exister un certain nombre d'espèces non décrites. Certaines espèces[Lesquelles ?] ne sont connues qu'à partir d'échantillons de séquences d'ADN environnementaux, mais dont l'organisme associé n'a pas été découvert. Seules quelques espèces de trois genres[Lesquelles ?] ont été étudiées.

## Liste des genres
Selon AlgaeBase (13 jan. 2022) :
- Arctyocha  T.V.Desikachary & P.Prema
- Bachmannocena  S.Locker
- Caryocha  S.Bukry & S.Monechi
- Deflandryocha  Jerković
- Dictyocha  Ehrenberg
- Distephanus  E.Stöhr
- Halicalyptra  Ehrenberg
- Hannaites  Mandra
- Mesocena  Ehrenberg
- Naviculopsis  Frenguelli
- Neonaviculopsis  S.Locker & E.Martini
- Octactis  J.Schiller
- Paradictyocha  Frenguelli
- Paramesocena  S.Locker & E.Martini
- Septamesocena  A.Bachmann
- Stephanocha  K.McCartney & R.W.Jordan
- Vicicitus  F.H.Chang

Selon ITIS (13 janvier 2022) :
- Dictyocha Ehrenb.
- Distephanus Cassini, 1817
- Ebria Borgert, 1891
- Mesocena Ehrenberg, 1843

Selon World Register of Marine Species (30 août 2021) :
- Arctyocha
- Bachmannocena S.Locker, 1974
- Caryocha S.Bukry & S.Monechi
- Dictyocha Ehrenberg, 1837
- Halicalyptra C.G.Ehrenberg, 1847
- Hannaites Mandra, 1969
- Mesocena Ehrenberg, 1843
- Naviculopsis Frenguelli, 1940
- Neonaviculopsis S.Locker & E.Martini, 1986
- Octactis J.Schiller, 1925
- Paradictyocha Frenguelli, 1940
- Paramesocena S.Locker & E.Martini, 1986
- Septamesocena A.Bachmann, 1970
- Stephanocha K.McCartney & R.W.Jordan, 2015
- Vicicitus F.H.Chang, 2012

Un nouveau genre a été décrit en 2014, Gleserocha K.McCartney et al. nommé en hommage à Zoya I. Gleser, pionnier dans l'identification des silicoflagellés  du Crétacé.